# Fakulta tělesné kultury Univerzity Palackého
Fakulta tělesné kultury (FTK) Univerzity Palackého v Olomouci byla založena rozhodnutím Akademického senátu UP 27. srpna 1990. Vznikla na základě iniciativy pracovníků Katedry tělesné výchovy Pedagogické fakulty UP.

## Katedry a pracoviště FTK UP
- Aplikační centrum BALUO
- Institut aktivního životního stylu
- Katedra aplikovaných pohybových aktivit
- Katedra fyzioterapie
- Katedra přírodních věd v kinantropologii
- Katedra rekreologie
- Katedra společenských věd v kinantropologii
- Katedra sportu
- Budova bývalé turnerské tělocvičny

## Seznam děkanů Fakulty tělesné kultury UP
- 1991 – 1997 prof. PhDr. Bohuslav Hodaň, CSc.
- 1997 – 2003 prof. PhDr. František Vaverka, CSc. (dvě období)
- 2003 – 2006 prof. PhDr. Hana Válková, CSc.
- 2006 – 2010 doc. PhDr. Dušan Tomajko, CSc.
- 2010 – 2018 doc. PhDr. Zbyněk Svozil, Ph.D. (dvě období)
- 2018 – Mgr. Michal Šafář, Ph.D.